# Cha 110913-773444
Cha 110913-773444 (Ibland förkortat Cha 110913) är ett astronomiskt objekt som verkar vara omgiven av en protoplanetär skiva. Det finns ännu ingen konsensus om huruvida detta objekt ska klassas som en sub-brun dvärg (med planetsystem) eller som en fri planet (med ett månsystem). Den är till och med mindre än OTS 44 som var den minsta kända bruna dvärgen fram till upptäckten av Cha 110913-773444.
Cha 110913-773444 upptäcktes av Kevin Luhman och andra vid Pennsylvania State University med hjälp av Spitzerteleskopet och rymdteleskopet Hubble, samt två jordbaserade teleskop i Chile.